# IMAP
Az IMAP (Internet Message Access Protocol) alkalmazásrétegbeli protokoll, amely segítségével a leveleinkhez férhetünk hozzá.  Mark Crispin fejlesztette ki 1986-ban. A POP3 mellett a legelterjedtebb levéllekérési internetszabvány.
A legtöbb modern szerver és kliens is támogatja használatát.

## Előnyei
- A levelek nem töltődnek le, a kliens csak cache-eli őket, ezáltal csökken a hálózati forgalom, a kliens háttértárigénye, a levelek bárhol elérhetővé válnak.

- Állapotinformációk tárolhatóak a kiszolgálón: A zászlókon keresztül több információ is tárolható a levél állapotáról, például, hogy olvasatlanok, vagy nem, hogy megválaszoltak-e vagy sem.

- Mappák támogatása: Az IMAP4 kliensek képesek létrehozni, átnevezni és törölni postafiókokat, amelyeket a felhasználó általában mappáknak lát. Megosztott és nyilvános mappákat is lehetséges létrehozni.

- Szerveroldali keresések támogatása: A kliensek kérhetik a kiszolgálót, hogy keressen a postafiókban tárolt levelek között. Így elkerülhető az összes levél letöltése.

Az IMAP4 TCP/IP-n keresztül kommunikál a 143-as porton.
Sok régebbi protokolltól eltérően az IMAP4 natívan támogatja a biztonságos bejelentkezést (de nem titkosított jelszavak is előfordulhattak). Lehetséges titkosítani az IMAP4 kommunikációt SSL-lel, ilyenkor az IMAP4 a 993-as portot használja.

## Gyakori IMAP megoldások

### Kiszolgálók
- UW IMAP – többféle formátum támogat beleértve a következőket: mbox, mbx, MMDF, tenex, mtx, mh, mx[1]
- Mirapoint –  Archiválva 2005. augusztus 31-i dátummal a Wayback Machine-ben
- Courier IMAP – a Maildir formátum használja.[2]
- Microsoft Exchange Server
- Cyrus IMAP server
- Mac OS X Server[3]
- Stalker Communigate Pro[4]
- Merak Mail server[5]
- Binc IMAP – Maildir formátumot használ[6]
- Dovecot biztonságos IMAP kiszolgáló[7]
- FirstClass Server[8]
- Mercury/32[9]

### Kliensek
- UW PINE – Egyike az első IMAP klienseknek [10]
- Mutt[11]
- Microsoft Outlook/Outlook Express
- Novell Evolution
- KMail
- Mozilla Thunderbird
- Mac OS X Mail
- TheBat[12]